# Gullötjärnarna
Gullötjärnarna är varandra näraliggande sjöar i Strömsunds kommun i Jämtland och ingår i Ångermanälvens huvudavrinningsområde
- Gullötjärnarna (Ströms socken, Jämtland, 713495-146275), sjö i Strömsunds kommun, 64°19′15″N 15°02′08″Ö / 64.3207°N 15.0355°Ö (7,44 ha)
- Gullötjärnarna (Ströms socken, Jämtland, 713535-146255), sjö i Strömsunds kommun, 64°19′14″N 15°01′37″Ö / 64.3205°N 15.027°Ö (7,33 ha)